# دوان
دوان، بخش مرکزی دهستان دوان است در استان فارس ایران. از کهن‌ترین روستاهای ماقبل میلاد می‌باشد.

## خاندان‌ها
روستای دوان از ۱۴ خاندان تشکیل شده که هر یک به چندین بُنَک تقسیم می‌شود.

## موقعیت
روستای دوان از کهن‌ترین دهکده‌های ایران بوده که در جنوب غرب استان فارس و در ۹ کیلومتری شمال کازرون واقع شده‌است؛ و در دامنهٔ کوهی از رشته کوه‌های زاگرس به نام «کوه دوان» قرار دارد.

## جمعیت
این روستا در نزدیکی کازرون قرار داشته و بر اساس سرشماری سال ۱۳۸۵جمعیت آن ۶۰۱(۱۷۸خانوار) بوده‌است.
جمعیت دوان تا پیش از مهاجرت مردم به خارج از روستا همچون نقاط پرجمعیت دارای جمعیتی قابل توجه بوده‌است. متأسفانه با روند مهاجرت مردم، به مرور از جمعیت آن کاسته شده‌ و در سال‌های اخیر به حداقل رسیده‌است و علت اصلی آن کم‌آبی و بی حاصلی کشاورزی دیم است. بخش زیادی از جمعیت دوان در دوره‌های مختلف به استان فارس و دیگر استان‌های جنوبی مهاجرت کرده‌اند. بخش زیادی از این افراد در صنایع نفت در جنوب ایران در رده‌های مختلف شغلی استخدام بودند. از میان مسئولین رده بالای پالایشگاه آبادان که اهل دوان بوده‌اند می‌توان از مهندس اکبر دهداری، مهندس بخشنده، آقای برجعلی قمری رئیس کارگزینی، اسدالله خطیب زاده دوانی رییس امور مالی پالایشگاه اصفهان، علی بمان ترابی رئیس آموزش شرکت نفت نام برد.
با وجود کاهش چشمگیر جمعیت در این روستا با ورود امکانات به این روستا همانند آب لوله کشی شده برق و دیگر امکانات به این خطه هر روز بر جمعیت این روستا افزوده می‌شود.

## تاریخچه
پیرامون قدمت تاریخی این روستا (چه پیش از اسلام و به خصوص در زمان ساسانیان و چه پس از آن) مقالات زیادی ارائه شده‌است. وجود گورستان‌های متعدد، ته ستون‌ها، یک بنای احتمالاً ساسانی در داخل روستا، کتیبه‌هایی به خط کوفی و قلعهٔ دختر این روستا جزء اسناد تاریخی آن محسوب می‌شوند. تقریباً در اکثر کتاب‌هایی که پیرامون جغرافیا و تاریخ کلی شهرستان کازرون منتشر شده نامی از این روستا آمده‌است.
کتاب‌های «تاریخ و فرهنگ مردم دوان» اثر دکتر عبدالعلی لهسایی زاده و عبدالنبی سلامی، «روستای دوان و بیست قرن تاریخ» نوشته مرحوم «یداله سعادت» اطلاعات جامعی پیرامون تاریخ این روستا در بردارد.

## گویش دوانی
گویش دوانی را که یکی از کهن‌ترین گویش‌های ایرانی نو و بازماندهٔ زبان‌های ایرانی میانه و از شاخهٔ جنوب غربی (زبان فارسی دورهٔ ساسانی) می‌دانند، در صورتی که زوایای پنهان آن را بیش از آنچه تا امروز مورد بررسی قرار گرفته، شکافته شود، جز همسانی ساخت دستوری آن با زبان فارسی میانهٔ ساسانی، با توجه به تعدادی آوای ویژه در آن، نشان می‌دهد که این گویش ریشه در یکی از زبان‌های هم‌زمان با فارسی باستان دارد که جز آثاری پراکنده و در حد حدس که در بعضی از گویش‌های بازمانده از آن دوران باقی‌مانده، اثری از آن باقی نمانده‌است. گویش دوانی به احتمال و، براساس شواهدی که در دست است، یکی از این گویش‌ها است که نکاتی از زبان باستانی مورد بحث را در خود نهفته دارد که مهم‌ترین آن‌ها عبارتند از:
۱. آواهای ts در واژهٔ tsak (پِی، عصب) وdz در واژهٔ gondz (زنبور قرمز) و δ در واژهٔ dâ:δa (خواهر بزرگتر) است.
۲. «جفت‌های کمینه» در این گویش نشان می‌دهد که در میان گویش‌های خویشاوند، گویشی است منحصربه‌فرد. برای مثال به چند نمونه بسنده می‌کنیم.
۳. واژه‌هایی بکر وجود که در زبان فارسی و حتی گویش‌های خویشاوند (کوهمره‌ای و لارستانی) ناشناخته است. ریشهٔ بعضی از آن‌ها نیز در زبان فارسی میانه یافت نشده‌است. این واژه‌ها که نگارنده آن‌ها را «غریب واژه‌های گویش دوانی» نامیده است، واژه‌هایی هستند که باید ریشه‌ای قدیمتر از فارسی میانه داشته باشند و باید در میان دیگر زبان‌های دوران باستان به جستجوی اصل آن‌ها همت گماشت. برای مثال به چند واژه بسنده می‌کنیم. xolik (مُهرهٔ زینتی)، zets (جوجه تیغی)، xu:δ (زمین بایر)، kuru (آرنج)، pešek (استخوان)، ge:l (خراب و فاسد)، leher (لوس و نُنُر) و بسیاری دیگر.

## قلعهٔ دختر
بنایی که کمتر در متون منتشر شده از آن نام برده شده و حتی علی‌رغم تمامی شایستگی‌اش از ثبت در فهرست آثار ملی ایران نیز باز مانده‌است، در ارتفاعات بالای کوه‌های دوان واقع شده و به «قلعه دختر» معروف می‌باشد. این بنا بر روی یکی از ارتفاعات بلند رشته کوه‌های شمالی کازرون و مشرف به دشت وسیع این شهرستان واقع شده‌است. بیان دقیق قدمت آن نیازمند حضور کارشناسان میراث‌فرهنگی و حفاری دقیق منطقه‌است، اما با در نظر گرفتن شواهد حداقلی که از مدفون شدن در خاک در امان مانده‌اند (مانند دیواره‌های دور قلعه، خورده سفال‌های درون آن، دیواره‌ها و نوع بناهای ساخته شده درون قلعه، ملات به کار رفته در بنا و...) می‌توان فرض اولیه را بر ساسانی بودن آن قرار داد. (بیان قدمت و کاربری دقیق این قلعه منوط به پژوهش و کاوش کارشناسان و متخصصین حوضهٔ میراث‌فرهنگی می‌باشد) عدم توجه حفاظتی و علمی (نبود یا پایین بودن مطالعه پیرامون آن) به‌علاوه کاوش‌های غیرمجاز منجر به وارد آمدن صدمات فراوانی به این قلعهٔ تاریخی شده‌است.

## موقعیت قلعهٔ دختر دوانِ کازرون
مقدمه: در نقاطی از ایران، بر فراز کوه‌های مرتفع، آثار قلعه‌هایی شناسایی شده‌است که عمدتاً به دلیل دشواری دسترسی به آنها¬، به قلعهٔ دختر موسوم شده‌اند. در تفکر ایرانی دختر را به بکر بودن و پاکی و وجودی دست نایافتنی شناخته‌اند؛ و می‌دانیم که ناهید یا آناهیتا (در اوستا به دوشیزه‌ای زیبا، بلندبالا و خوش‌پیکر توصیف شده‌است) و این ایزدبانوی آب، سمبل پاکی و بکری بوده‌است. این تشبیه بی‌دلیل و بی‌مناسبت نیست زیرا چنین قلعه‌هایی جز برای مدافعان آن، بکر و دست‌نایافتنی بوده‌است. معروف‌ترین آن‌ها قلعهٔ دختر فیروزآباد، به فاصلهٔ چند کیلومتری شمال کاخ اردشیر و بر فراز کوهی بلند واقع است. این قلعه را به دورهٔ ساسانیان نسبت می‌دهند. قلعهٔ دختر کرمان نیز از قلعه‌های معروف استان کرمان است که بقایای برج و باروی آن با وجود گذشت زمان طولانی، هنوز هم استوار است. در نقاطی دیگر مثل بردسکن، دشتی بوشهر، میانه، الیگودرز لرستان، ساوه و باکو نیر قلعه‌های دختر وجود دارند.
قلعهٔ دختر دوان کازرون، گرچه به رغم قدمت و اهمیت تاریخی‌اش در میان آثار باستانی ایران چندان معرفی نشده‌است، اما به دلیل موقعیت تاریخی و جغرافیایی‌اش که آن را به شهر باستانی بیشاپور پیوند می‌دهد، باید یکی از قدیمی‌ترین قلعه‌های ایران به‌شمار آورد. از نظر تاریخی و با توجه به بافت معماری و مصالح به کار رفته در آن، باید در دورهٔ ساسانیان ساخته شده باشد و از نظر جغرافیایی نیز با فاصلهٔ چند کیلومتری از شهر بیشاپور، در سمت شرقی و در حوزهٔ حفاظتی آن قرار داشته‌است.
موقعیت: بر فراز کوه‌های شمالی روستای دوان و مشرف به جلگه‌های کازرون و بیشاپور، بقایای قلعهٔ کهنی باقی‌ست که به قلعهٔ دختر دوان معروف است. این اثر تاریخی که در حدود هفت کیلومتری شمال روستا و بر فراز کوهی با دیواره‌های عمودی و بلند واقع است، احتمالاً اثری ساسانی‌ست که در مساحتی حدود هفت هزار و پانصد متر مربع گسترده است و دارای چهار برج، دو آب‌انبار، دیوارهای سنگچین شده بر لبه‌ها و پرتگاه‌های کوه و تعدادی اتاق¬ است. سطوحی که روی آن ساخت و ساز صورت گرفته، همسطح و هموار نیست. در واقع سطوح (محوطه‌های) قابل ساخت و ساز سه قسمتی است که با اختلاف ارتفاعی قابل توجه از هم قرار دارند. در محوطهٔ بالایی که در اصل قسمت اصلی یا بام قلعه را تشکیل می‌دهد خود نیز از شیب قابل توجه برخوردار است که قسمت شمالی آن در نقاط بلندتر و آثار جنوبی آن در سطحی پایین‌تر ساخته شده‌اند. در این قسمت آثار اتاق‌ها، برج‌ها، دیوارها و آب‌انبارها مشهود است. در قسمت غربی کوه قلعه دو نقطهٔ مسطح وجود دارد که در دو ارتفاع مختلف قرار دارند و بر آن‌ها نیز اتاق‌ها و دیوارهای محافظ بنا کرده‌اند. به دلیل وجود پرتگاه بین این دو قسمت، که تنها نقطهٔ ارتباطی است، با ساخت بنای طاقی مستحکم راه را برای آمد و شد هموار کرده‌اند.
ارتفاع دیوارهٔ شمالی قلعه حدود شصت متر و ارتفاع دیوارهٔ جنوبی آن بیش از صد و پنجاه متر است که به دره‌های جنوبی منتهی می‌شود. قلعه، ورودی مشخصی ندارد، اما می‌توان معبر ناهموار و دشواری که در سمت شرق قلعه وجود دارد و محل دسترسی به بالای قلعه است راه ورودی آن را به‌شمار آورد. در نقاطی از این راه آثار پلکان‌های سنگ‌چین شده هنوز وجود دارد که این گمان را تقویت می‌کند.
برج‌ها: از میان چهار برج مدور آن، برج جانب شرق قلعه با ارتفاع پنج متر و نیم و قطر چهار متر، با وجود ریخته شدن قسمت‌هایی از سنگ‌های نمای آن سالم‌ترین برج‌هاست. ورودی مزبور در انتها، از کنار این برج به محوطهٔ بالایی قلعه می‌رسد. البته باید یادآور شد که از اتاقک برج هیچ اثری نیست و فقط بنیان برج که از پایین تا لبهٔ سطح قلعه سنگ‌چین شده و توپُر است باقیست. سنگ‌های نما تراش‌خورده و منظم‌اند.
برج دوم که در سمت شمال و در انتهای دیوارهٔ شمالی قلعه وجود داشته. امروزه جز چند ردیف از سنگ‌های پایه‌ای آن باقی نیست. دو برج غربی قلعه به فاصلهٔ نوزده متری از هم قرار دارند که مشرف به دره‌های جنوبی و طبیعتاً جلگهٔ کازرون و بیشاپور است. هردو صدمه دیده‌اند و مانند برج شرقی، تنها ستون توپُر آن‌ها که حکم پایه داشته باقی‌مانده‌اند. برج سمت شرقی که سالم‌تر و بلندتر است، دارای پنج متر و هفتاد سانتی‌متر ارتفاع و قطر آن چهار متر و هشتاد سانتی‌متر است. برج غربی نیز سه متر و نیم ارتفاع و دو متر و هشتاد سانتی‌متر قطر دارد.
دیوارها: در نقاط مختلف قلعه، اعم از لبه‌های آسمان‌نمای آن یا در ارتفاعات دیواره‌های طبیعی، دیوارهایی تعبیه شده که هم برای هم‌سطح کردن فضای کناره‌های قلعه کاربرد داشته، هم در نقاطی از قلعه که احتمال نفوذ اغیار به قلعه وجود داشته، به صورت موانع مطمئن، راه‌های نفوذ را بسته‌اند. این دیوارها که همه از سنگ و گچ ساخته شده‌اند، عمدتاً از سنگ لاشهٔ صورت‌دار و در بعضی جاها از سنگ‌های تراشیدهٔ مکعبی استفاده شده‌است.
آب‌انبارها: در قسمت فوقانی قلعه آثار دو آب‌انبار بزرگ و عمیق وجود دارد. یکی در سمت جنوب شرقی و دیگری در وسط محوطهٔ قلعه. آب‌انبار جنوب شرقی شکلی غیرهندسی دارد اما آن یکی بیضی‌شکل است.
ابعاد آب‌انبار جنوب شرقی عبارت است از بلندترین حد درازای آن ۱۶ متر،
بیشترین حد پهنای آن نُه متر و ارتفاع آن تا حدی که آب در آن جمع می‌شده‌است، حدود چهار متر است. دیوار دور مخزن این آب‌انبار به صورت پلکانی چیده شده‌است. درازای قسمت کف هفت متر، پهنایش دو متر و هشتاد سانتیمتر و ارتفاع دیوارهٔ آن حدود یک متر است. دیوار بعدی حدود نیم متر عقب‌تر چیده شده‌است و، دیوارهٔ سوم، نیز به همان صورت با فاصله‌ای عقب‌تر قرار دارد. آخرین ردیف سنگ‌چین دور آب‌انبار، به ضخامت یک متر و نیم بر لبهٔ پرتگاه جنوبی قلعه قرار دارد که ضمن محیط بودن بر آب‌انبار، جزو دیوارهای لبهٔ پرتگاه‌های قسمت فوقانی قلعه به‌شمار می‌رود.
آب‌انبار درون محوطه دارای ابعاد زیر است: درازای آن ده متر و نیم، پهنایش چهار متر و ارتفاع آن سه متر و بیست سانتیمتر است که با توجه به آواری که در کف آن ریخته شده‌است، بیش از این است. این آب‌انبار نیز دارای دیواری پلکانی است؛ که با فاصله‌های متغیر بیست تا سی سانتیمتری از هم قرار دارند. در نتیجه مساحت کف نسبت به مساحت لبه آن کمتر است. احتمال وجود آب‌انبارهای دیگری در قسمت‌های میانی و تحتانی نیز وجود دارد که در زیر خاک مدفون‌اند و نیاز به حفاری دارند.
اتاق‌ها: در قسمت‌های سه‌گانهٔ قلعه، آثار دیوارهایی وجود دارد که با توجه به ابعاد آنها، نشان از اتاق‌های متعدد دارد. در محوطهٔ فوقانی این آثار به صورت پلانی بر سطح زمین پیداست. در این آثار هیچ نشانی از سقف نیست. دیوارها فرو ریخته‌اند. در نتیجهٔ پر شدن آن‌ها از آوار، ارتفاعشان تا کف مشخص نیست. برای دریافت دقیق وضعیت آن‌ها نیاز به حفاری اصولی دارد. در قسمت تحتانی، آثار اتاق‌ها بیشتر پیداست. دیوارها تا حدود یک تا یک‌متر و نیم باقی مانده‌است. ضخامتشان بیش از نیم متر است.
طاق‌ها: در دو نقطهٔ بین دو محوطهٔ قلعه، دو طاق باقی‌مانده که هر دو برای گذر از محوطه‌ای به محوطهٔ دیگر بنا شده‌است. هر دو طاق بر لبهٔ پرتگاه‌ها بنا شده که بدون وجود آن‌ها گذر از محوطه‌ها امکان-پذیر نبوده‌است. طاق بالایی که در بین دو محوطهٔ تحتانی و میانی بنا شده‌است، در میان مردم دوان به حَمومَک (حَمامَک) موسوم است که البته با توجه به موقعیت آن، نمی‌توانسته است که این کاربرد را داشته باشد.
طاق دیگر که در سمت جنوب غربی پای قلعه و چسبیده به دیوارهٔ بلند آن بنا شده‌است، کاربردی دوگانه داشته‌است. یکی مانعی بوده بر سر راه نفوذ اغیار و، دیگری، محل استقرار نگهبانان قلعه و گذر آنان از نقاط قابل آمد و شد در دیوارهٔ جنوبی قلعه
سفالینه‌ها: در نقاط مختلف محوطهٔ فوقانی قلعه، سفال‌شکسته‌های بسیاری پراکنده است که پیران روستا تا چند نسل آن‌سوتر، سالم بودن آن‌ها را به یاد نداشته و از وقتی به یاد داشته‌اند سرتاسر محوطه پوشیده از این قطعات بوده‌است. دلیل این همه سفال‌شکسته بر کسی روشن نیست؛ که آیا چون نقاطی از ایران که در جشن‌های آب ظروف سفالینه را می‌شکستند، شکسته شده، یا پس از زمان حیاط قلعه‌نشینان، مردمان بعد از آنان به شکستن آن‌ها دست زده‌اند. به هرحال بر سطح وسیع قلعه گونه‌های مختلفی از این سفالینه‌ها در اندازه‌ها و رنگ‌ها و طرح‌های مختلف وجود دارد، که البته نسبت به سی- چهل سال پیشتر بسیار کمتر شده‌است.
متأسفانه با همهٔ دشواری و درازی راه کوهستانی تا قلعه، پای قاچاقچیان آثار باستانی بدانجا نیز رسیده‌است و در نقاطی از آن ردّی از حفاری‌های ناموفق دیده می‌شود. با توجه به گودال‌های حفر شده، که بیش از نیم متر نیستند و نشان از شکست و ناامیدی از ادامهٔ کار قاچاقچیان دارد، همچنان می‌توان امیدوار بود که تا دیر نشده‌است و دیگر قاچاقچیان طماع به نیات پلید خود نرسیده‌اند، سازمان میراث فرهنگی، گردشگری و صنایع دستی برای حفاظت از چنین آثار ریشه‌دار و ارزشمندی که در منطقه منحصر به فرد است، سیاستی مدبرانه به کار گیرد. تا مسئولان میراث فرهنگی فارس بیش از پیش برای این‌گونه آثار اهمیت قائل شوند و گروه¬ کارشناسی را برای شناسایی دقیق‌تر علمی این قلعهٔ باستانی بدانجا اعزام نمایند.
گزارش پیش رو، در تاریخ چهاردهم شهریور سال هزار و سیصد و نود و دو خورشیدی توسط نگارنده (عبدالنّبی سلامی) و با همراهی آقایان عبدالکریم غلامی فرزند اسماعیل و محمد زارع فرزند محمدقلی بر فراز قلعهٔ دختر دوان تهیه شده‌است.

## وجه تسمیه دختر جهت نامگذاریقلعه‌های دختر
یکی از نظریه‌هایی که پیرامون نامگذاری قلعه‌های دختر در ایران مطرح می‌شود، مربوط به دید فرهنگی ایرانیان به دخترهاست. همان‌طور که می‌دانیم دختر در فرهنگ ایرانی به عنوان موجودی بکر و دست‌نیافتنی قلمداد می‌شود. قلعه یا دژهایی را هم که بر روی کوه‌ها یا تپه‌ها بنا شده و دسترسی به آن‌ها به هر نحو با مشکل امکانپذیر بوده به نام قلعهٔ دختر نامگذاری می‌شده‌است.
نظریه‌های مختلف دیگری نیز پیرامون نامگذاری این اماکن به نام دختر وجود دارد که اگر فرصتی بود در بخشی دیگر به آن‌ها نیز خواهم پرداخت.

## مسیر دسترسی
از روستای دوان راه‌های متعددی جهت دسترسی به ارتفاعات بالای کوه‌های آن وجود دارد. یکی از این راه‌ها که در قسمت شرقی آن واقع شده‌است، مسیری مال‌رو است که از میان تاکستان‌های معروف این روستا عبور کرده و پس از طی مسیری حدوداً سه ساعته شما را به قلعهٔ زیبای دختر روستای دوان می‌رساند. راه آسان‌تر از جنوب دوان می‌باشد که از سمت راه اصلی به طرف روستای خیرات آباد (خیراتلی (امیرلو)) و از آنجا مستقیم به روستای دوان وارد می‌شود.

## آب و هوا
آب و هوای دوان در بهترین حالت (بهار) خنک و خوش آب و هوا می‌باشد و یکی از بهترین فصل‌های گردشگری این روستا به‌شمار می‌آید
و به‌طور کلی در تابستان گرم و در پاییز و زمستان نیز خنک و سرد می‌باشد و از نظر آب و هوایی چهار فصل می‌باشد.

## کشاورزی در دوان
کشاورزی در دوان عمدتاً به‌شکل دیمی صورت می‌گیرد به دلیل کمی باران و زمین نامرغوب؛ محصولات آن در دوره‌های پیشتر گندم، جو گاهی نخود و عدس بوده‌است. همچنین باغات انگور، گلابی، انار و انجیر در دوان به‌وفور موجود بوده‌است.
در این روستا زیتون کاری انجام شده‌است و از نکات جالب می‌توان به وجود زیتون سیاه در این روستا، اشاره کرد.